# Геракл и огненный круг
«Геракл и Огненный круг» (англ. Hercules and the Circle of Fire) — третий из пяти полнометражных фильмов о Геракле, которые стали пилотными к сериалу «Удивительные странствия Геракла». Режиссёр фильма Даг Лефлер, сценаристы Кристиан Уильямс, Бэрри Пуллман, Дэниэл Трули и Эндрю Деттманн. Продюсировали фильм Сэм Рэйми, Роберт Тейперт и др.

## Описание
Главную роль исполнил актёр Кевин Сорбо, который ещё 6 лет будет играть Геракла. Съемки фильма проходили в Новой Зеландии, премьера фильма была 5 ноября 1994 в США

## Сюжет
Много тысяч лет назад из бескрайнего хаоса родилась Земля и могучее небо. Начиналась эпоха мифов и легенд. Древние боги были мстительными и жестокими, они посылали роду человеческому тяжкие мучения,заботы и бесконечные страдания. Никто не осмеливался бросить вызов несправедливым богам, и тогда появился он, Геракл.
Его матерью была прекрасная смертная женщина Алкмена, а отцом - великий Зевс - громовержец. Геракл обладал невиданной силой. Силой, сравниться с которой могли лишь доброта его сердца и великодушие. Он странствовал по земле, сражаясь с приспешниками своей злобной мачехи Геры, всемогущей царицы Олимпа. Оскорбленная Гера решила отомстить за измену супруга и поклялась во что бы то ни стало убить Геракла.
И где бы ни появлялись силы зла, где бы ни страдали невинные, преодолевая все препятствия на своем пути, на помощь всегда приходил Геракл.
Землю охватывает холод. Геракл пробирается по заснеженной тропе и обнаруживает лежащую женщину, которая замерзает. Пытаясь её спасти, герой ищет убежища, идет на свет и обнаруживает в пещере своего отца, Зевса. Тот зовет сына, но вход вдруг перекрывается ледяной глыбой, а женщина покрывается льдом и разлетается тысячами осколков...
Это оказалось сном, но просто ли так привиделось Гераклу такое? Однако, времени рассуждать нет, снова требуется его помощь людям. Вот герой вновь сталкивается с нечистью и околдованной девушкой, которую спасает и возвращает на свет божий. А между тем Геракл продолжает искать то, что поможет дать выздоровление его старому другу Хирону, у которого не заживает кровоточащая рана. Казалось бы, лекарство в руках, но надежда снова оказывается тщетной.
А тем временем надвигается более страшное событие: во всех селениях и людских очагах один за другим начинают тухнуть огни. На землю опускается холод и отчаяние. Последним местом, где огонь ещё теплился, является храм царицы богов Геры. Группа людей во главе с бойкой молодой женщиной пытаются выторговать у служителей храма немного огня. Но тут появляется Геракл, возмущенный тем, что с людьми не делятся теплом. Он овладевает спасительным факелом в бою с приспешниками богини, в конце концов вручает факел той самой женщине, что вела спор, однако, последний очаг тоже безвозвратно гаснет.
Геракл принимает решение отправиться к Прометею, хранителю огня, чтобы выяснить происходящее. А женщина, что недавно выспрашивала в храме Геры огонь, имя которой Деянира, изъявляет желание отправиться с ним. Однако, достигнув жилища Прометея, путники сталкиваются с ещё большей проблемой: сам титан оказывается закованным в лед. Он набирается сил и сообщает герою, что тому следует найти факел, который похитила Гера и спрятала на горе Атион, до того, как последний огонь в нём потухнет.
Геракл и Деянира продолжают путешествие. Но в дороге происходят неожиданные вещи. В частности, Зевс то и дело появляется перед сыном, запрещая тому вмешиваться в ситуацию. А то вдруг неожиданно дорога приводит в логово непобедимого Антея, берущего силу у самой Геи, матери-земли. Наконец, поняв, что волю героя не сломить, он обманом подстраивает размолвку между Гераклом и его спутницей, которые тем временем уже начали чувствовать друг к другу влечение.
По мере приближения к заветной горе и последней надежде на возвращение огня людям сюжет из сна Геракла начинает исполняться. Герой обнаруживает пещеру и греющегося там у очага Зевса, который зовет присоединиться к нему, забыв о людских проблемах. Но сердце героя не в силах предать надеющееся на него человечество и бросить замерзающую рядом Деяниру, которая стала теперь ему близким человеком.
И вот, наконец, огненный круг, внутри которого пылает огонь жизни. Но круг этот - погибель для Геракла, и поэтому Зевс, оберегая сына, из последних сил пытается отговорить того от своей затеи - попасть внутрь и достать факел. Противостояние верховного бога Олимпа и его сына с человеческим сердцем завершается, Геракл освобождает из круга факел с огнём и одним мощным рывком отправляет его Прометею, где ему самое место. Но огненный круг высасывает последние силы из героя, на краю гибели тот протягивает руку отцу, и Зевс, не в силах наблюдать гибель сына, обращается к Гере, вынуждая ту загасить смертоносный огненный круг.
Тепло возвращается к людям, а остатки огненного пепелища, чуть не сгубившего Геракла, окажутся тем самым лекарством, что в конце концов заживит рану старого друга Хирона.
А что же Деянира? Теперь она не просто друг, а верная и любящая жена героя, всегда готового прийти на помощь страждущим.

## В ролях
- Кевин Сорбо — Геракл
- Энтони Куинн — Зевс
- Тони Китэйн — Деянира
- Кевин Эткинсон — Шерон
- Симона Кесселл — Хэг
- Марк Фергюсон — Прометей